# Puyi
 (novembre 2018).
Si vous disposez d'ouvrages ou d'articles de référence ou si vous connaissez des sites web de qualité traitant du thème abordé ici, merci de compléter l'article en donnant les références utiles à sa vérifiabilité et en les liant à la section « Notes et références ».
Puyi (né à Pékin le 7 février 1906 et mort dans la même ville le 17 octobre 1967), également orthographié Pou-yi ou P'ou-yi (en chinois simplifié : 溥仪 ; chinois traditionnel : 溥儀 ; pinyin : pǔyí), nom de naissance : Aisin Gioro Puyi (en mandchou : ᠠᡳᠰᡳᠨ
ᡤᡳᠣᡵᠣ
?), mais appelé également de son nom de règne Xuantong, est le douzième et dernier empereur de la dynastie Qing, la dernière qui régna sur l'Empire chinois.

## Biographie
Puyi est le fils de Youlan (en) et de Zaifeng, deuxième prince de Chun, lui-même deuxième fils de Yixuan, premier prince de Chun et septième fils de l'empereur Daoguang. Il est né dans la trente-deuxième année du règne de l'empereur Guangxu.

### Le dernier empereur (1908-1912)
Guangxu étant toujours sans enfant à 37 ans, sa tante Cixi (Tseu-Hi), l'impératrice douairière de Chine et détentrice réelle du pouvoir, nomme par décret Puyi pour assurer sa succession. L'enfant a alors 2 ans et 10 mois.
Au lendemain de cette nomination, Guangxu est empoisonné à l'arsenic à l'instigation de Cixi, il meurt. Le surlendemain, c’est Cixi elle-même qui rend l'âme.
L'intronisation officielle de Puyi se déroule le 2 décembre 1908, son père assurant la régence.
À l'époque, la Chine connaît de nombreux désordres, et depuis longtemps la dynastie mandchoue est contestée (révolte des Taipings au siècle précédent, révolte des Boxers de 1899 à 1901, mouvements insurrectionnels du Guangdong et du Guangxi entre 1905 et 1911).
Le général Yuan Shikai, nommé pour mater les mouvements de révolte, et notamment le soulèvement de Wuchang du 10 octobre 1911, se retourne contre le pouvoir en place et pousse le jeune empereur à abdiquer le 12 février 1912, mettant fin à la dynastie Qing et à la période féodale.

### Prisonnier dans la Cité interdite (1912-1924)
Malgré la proclamation de la république de Chine le 1er janvier 1912, donc quelques jours avant sa destitution de jure et selon les huit « Articles veillant au traitement favorable de l'Empereur après son abdication », arrangement conclu entre la maison impériale Qing et le gouvernement républicain, il reçoit de ce dernier l'autorisation de conserver son titre et de demeurer — et même de fait est obligé de vivre — dans la Cité interdite. Lui et sa famille gardent l’usage de la « cour intérieure » (partie nord de la cité), tandis que la « cour extérieure » (partie sud) revient aux autorités républicaines. En outre, il bénéficie d'une liste civile confortable.
En 1917, un général conservateur partisan des Qing, le général Zhang Xun, profitant du désaccord du président de la République et de son Premier ministre au sujet des puissances à soutenir dans le conflit européen de la Grande Guerre, envoie ses troupes à Pékin, soit près de 5 000 hommes. Le 1er juillet 1917, il rétablit Puyi dans sa fonction d'empereur, ce qui suscite une réaction unanime des républicains et des seigneurs de guerre. Le 13 juillet suivant, Duan Qirui, le Premier ministre démis, pousse Puyi à abdiquer de nouveau, douze jours après son intronisation. Cet événement est appelé la restauration mandchoue de 1917.
Dès 1919, Puyi reçoit une éducation occidentale de son précepteur, un Écossais diplômé d'Oxford, Reginald Johnston, officier du bureau colonial britannique parlant le mandarin et féru d'histoire ainsi que de poésie chinoises. Reginald Johnston  n’est pas vraiment un enseignant, mais exerce une grande influence sur Puyi. Sous sa conduite, ce dernier s’intéresse à tout ce qui vient d'Occident. Grâce à lui, il apprend l'anglais dès l'âge de 13 ans, au point de demander à Johnston de l’aider à lui trouver un nom anglais. Parmi la liste des noms de souverains britanniques que lui procure Johnston, Puyi choisit celui de Henry. C'est encouragé par l'éducation de Reginald Johnston que Puyi se coupe la natte, symbole du pouvoir mandchou comme les Taipings qui se coupèrent la natte en signe de protestation contre le pouvoir en place.

### Le prince mondain (1924-1932)
En 1924, dans la tourmente qui entoure le renversement du président de la République Cao Kun lors du coup de Pékin, les accords passés sont annulés. Puyi est expulsé de la Cité interdite, enceinte dont il n'était pas sorti depuis 15 ans, par les troupes de Feng Yuxiang. Il retourne dans le palais paternel.
Il tente, par le truchement de Reginald Johnston, de s'expatrier en Angleterre. Mais, pour ne pas froisser la Chine, les Britanniques lui refusent tout visa. Il se tourne alors vers l'empire du Japon qui, en 1925, accepte de l'accueillir dans l'enclave de Tianjin. Il y mène une vie mondaine dans les milieux occidentaux des concessions.

### Chef d'État du Mandchoukouo (1932-1945)
Les Japonais convoitent les richesses de la Mandchourie (fer et charbon, notamment), et à ce titre préservent Puyi, en qualité de représentant de la dynastie mandchoue qui avait encore ses fidèles.
En 1931, le Japon fait la conquête de ce territoire, et crée un État fantoche sous le nom de « Grand État mandchou de Chine » (ou Mandchoukouo, pinyin : Mǎnzhōuguó). Malgré les protestations du Kuomintang auprès de la Société des Nations, et les déclarations de cette dernière, qui considérait que le Mandchoukouo faisait partie intégrante de la Chine, les Japonais placent Puyi à sa tête en 1932, après l'avoir enlevé lors de l'incident de Tientsin, mais sans lui donner de pouvoirs réels.
Le Japon, soucieux de jeter des bases durables sur le sol chinois, met alors en place un vaste plan d'émigration vers le Mandchoukouo de populations japonaises et coréennes — la Corée ayant été annexée par le Japon en 1910 — le but étant de faire venir un million de personnes en 20 ans. Cet afflux de migrants se fait aux dépens des populations locales qui se voient dépossédées de leurs terres.
Fort occupé à combattre l'influence grandissante du Parti communiste chinois de Mao Zedong, le Kuomintang finit par signer un cessez-le-feu avec les Japonais en 1931.
En 1932, la Société des Nations modère ses positions quant au problème mandchou en déclarant, que « […] le nouvel État créé est un protectorat plutôt qu'un véritable État indépendant », même si elle préconise l'adoption d'un plan d'intervention internationale pour la Mandchourie ; de ce fait, le Japon quitte la SDN le 27 mars 1933.
Puyi veut regagner son titre d'empereur ; c'est une quasi-obsession. Aussi, en octobre 1933, quand le Japon, en quête d'une image moins conquérante et d'une certaine légitimité, lui fait la proposition de reprendre son titre impérial, il accepte, malgré les innombrables victimes de guerre chinoises et leur spoliation des terres au bénéfice des immigrants nippons et coréens.

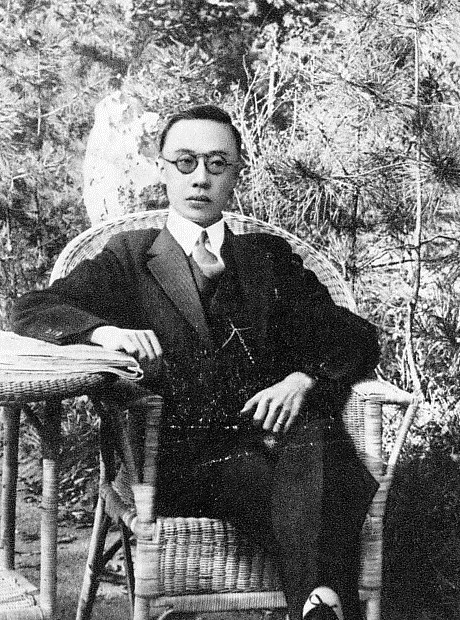
L'empereur Puyi en 1934.

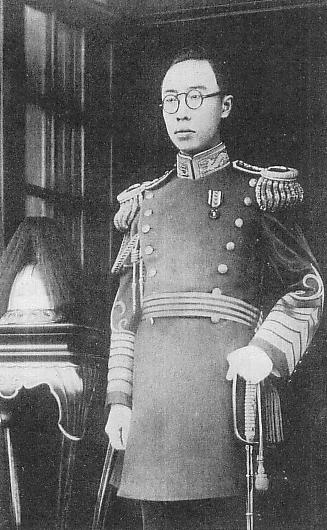
Puyi, empereur du Mandchoukouo.

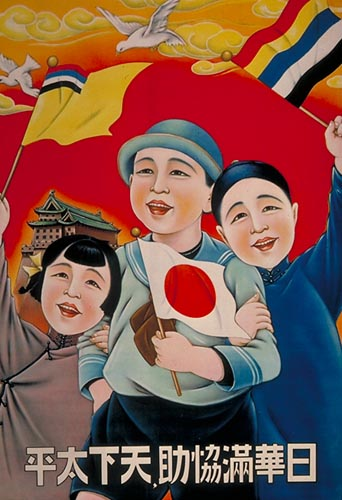
Affiche de 1935. Propagande qui dit : « Avec la coopération du Japon, de la Chine et du Mandchoukouo, le monde peut vivre en paix. »

Le 1er mars 1934, Puyi, sous le nom de Kangde, est sacré empereur pour la troisième fois.
Puyi espère que cette intronisation n'est qu'une étape, et qu'une victoire du Japon en fera de nouveau l'empereur de toute la Chine.[réf. nécessaire]
Toutefois, les exactions japonaises dans le pays, ainsi que l'influence de celle qui sera sa deuxième concubine, Tan Yuling, une Chinoise d'origine mandchoue, amène Puyi à s'affirmer devant ses « amis » japonais et à s'opposer à eux. Aussi, pour resserrer les liens entre l'empereur et ses alliés, un mariage est-il célébré en 1938 entre Pujie, l'un des frères de Puyi, et la princesse Hiro Saga, parente de l'empereur Hirohito. Au cas où Puyi viendrait à disparaître sans descendance, Pujie porterait le titre impérial. Mieux encore, un enfant mâle issu de ce mariage, donc de sang mêlé chinois et nippon, ferait un empereur idéal pour le Mandchoukouo. Pujie et Hiro Saga ont bien un enfant, mais c’est une fille. Quant à Tan Yuling, elle meurt en 1942, à l'âge de 22 ans. Puyi, qui lui portait une réelle affection, aura toujours un doute sur la cause de ce décès, puisqu'elle était soignée par un médecin japonais.
Alors que le Kuomintang et le Parti communiste chinois s'allient contre l'envahisseur nippon, Puyi continue à appuyer les Japonais. Le 17 août 1945, deux jours après la capitulation du Japon, Puyi abdique pour la troisième fois.
Afin d'assurer sa sécurité, les Japonais l'invitent à s'envoler pour le Japon. L'avion atterrit à Shenyang et Puyi est arrêté par les Soviétiques, probablement livré par ses protecteurs.

### Prisonnier des Soviétiques (1945-1950)
À partir du 19 août 1945, Puyi vit en résidence surveillée à Tchita, dans le sud de la Sibérie, puis à Khabarovsk.
En août 1946, il est entendu comme témoin au Tribunal militaire international de Tokyo, dont le but est de juger les criminels de guerre en Asie. De témoin à accusé la distance est mince, mais Puyi sait se préserver. À l'issue de son audition, qui dure sept jours, le Kuomintang demande son extradition vers la Chine, ce que refuse l'Union soviétique qui soutient le Parti communiste chinois.
En Chine, le conflit qui oppose les nationalistes aux communistes tourne rapidement à l'avantage de ces derniers. Puyi demande à Staline de rester définitivement en Union soviétique, mais sa lettre demeure sans réponse.
La république populaire de Chine est proclamée à Pékin le 1er octobre 1949 par Mao Zedong. Au début de 1950, Mao en voyage en URSS demande l'extradition vers la Chine de Puyi et des autres dignitaires mandchous exilés avec lui. Staline accepte.

### La rééducation (1950-1959)
Puyi est transféré dans le centre de détention de criminels de guerre de Fushun, sous le matricule 981. La guerre de Corée éclate en juin 1950. Quelques mois après, et du fait de la proximité de Fushun avec la frontière sino-coréenne, Puyi est transféré dans un autre camp à l'intérieur du pays où il reste deux ans. En 1954, quelques mois après la fin du conflit coréen (27 juillet 1953), il retourne au camp de Fushun.
Une enquête est diligentée sur place en vue d'un procès éventuel. Accablé par les confessions de ses amis et de sa famille, Puyi est reconnu coupable de nombreux crimes contre le peuple chinois et le PCC, au premier chef figurant la conspiration avec le Japon.
Puyi rédige alors une confession dans laquelle il fait amende honorable, ce qui lui vaudra la clémence du « Grand Timonier » qui optera pour sa « rééducation » plutôt que pour son exécution.
Un peu plus tard, en septembre 1959, Mao Zedong décrète l'amnistie de certains criminels de guerre, dont Puyi.

### Un Chinois comme les autres (1959-1967)
Commence alors une nouvelle vie pour l'ancien empereur. Ainsi, pour le nouvel an de l'année 1960, Zhou Enlai le convoque et, comme le raconte le demi-frère cadet de Puyi, Puren, dans le film Le Dernier Empereur (cf. infra), le Premier ministre lui suggère d'écrire le livre de sa vie. Il lui trouve également un travail de jardinier au Jardin botanique de Pékin.
Quelque temps plus tard, c'est Mao Zedong lui-même qui le reçoit, et qui lui conseille également de rédiger son histoire. De plus, il lui préconise de se remarier.
Ces conseils sont suivis. En avril 1962, Puyi épouse une infirmière, Li Shuxian, et la confession de Fushun sert de base au livre qui sort en 1964, sous le titre La première moitié de ma vie. Cet ouvrage est traduit dans de nombreuses langues. En France, il est édité par Flammarion sous le titre J’étais empereur de Chine. Il faudra attendre 2007 pour que paraisse la version intégrale, la précédente ayant été expurgée de 160 000 mots.
Il devient ensuite bibliothécaire au sein de la Conférence consultative politique du peuple chinois, avec un salaire de 100 yuans par mois, avant de devenir lui-même membre de cette institution en 1964, et ce jusqu'à sa mort.
La révolution culturelle vient troubler cette quiétude : ses revenus sont réduits, son mobilier en partie confisqué. Mais il évite le thamzing, l'humiliation publique comme la pratiquaient couramment les gardes rouges.
Peu après, ses médecins diagnostiquent un cancer des reins et de la vessie.

### Décès et sépulture
À l'aube du 17 octobre 1967, Aisin Gioro Puyi meurt des suites de son cancer, à l'âge de 61 ans. Vingt-huit ans plus tard, en 1995, sa veuve, Li Shuxian, transfère ses cendres afin qu'il soit enterré près de son prédécesseur, l'empereur Guangxu, parmi les tombes de l'Ouest de la dynastie des Qing.

## Famille

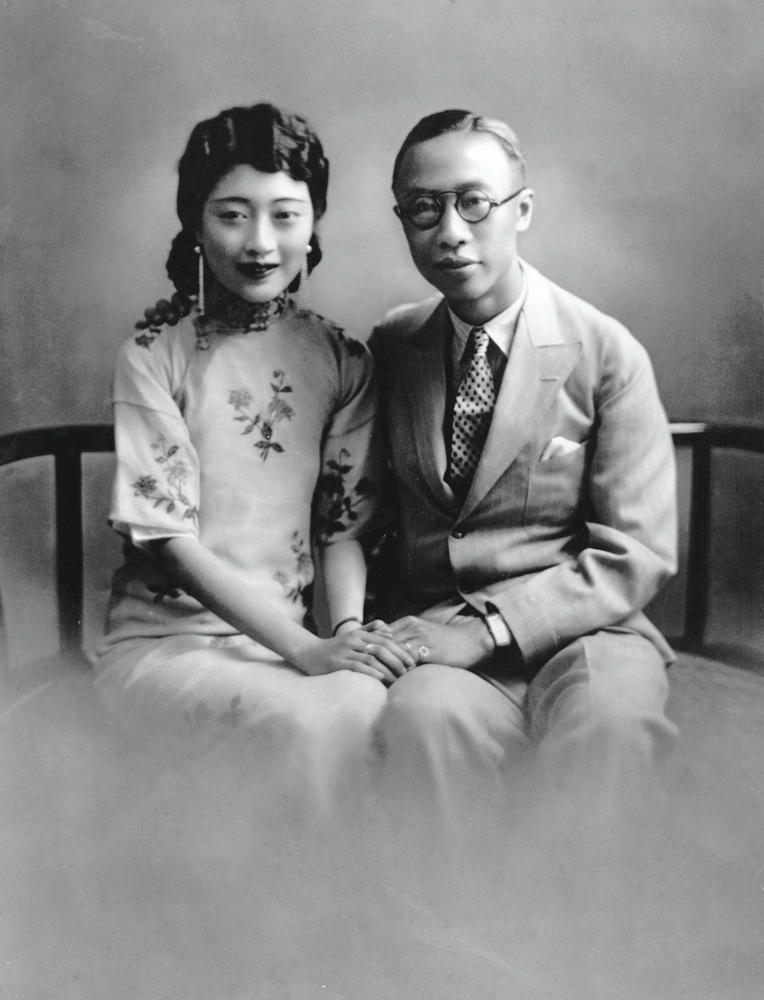
L'empereur Puyi et son épouse l'impératrice Wan Rong.

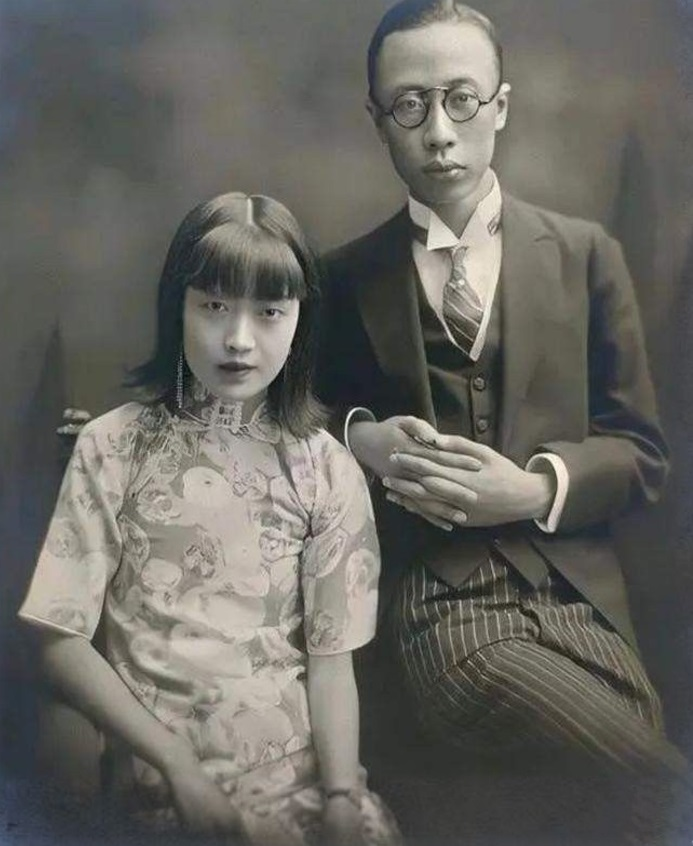
Puyi et Wan Rong vers 1920.

L'empereur a eu deux épouses. Sa première épouse est Wan Rong (1906 - 1946). Ils se marient en 1922, et elle porte le titre d'impératrice. Capturée par les communistes, elle meurt à la prison de Yanji en 1946. Sa seconde épouse est Li Shuxian (1925 - 1997). Ils se marient en 1962.
Il a eu aussi trois concubines : Wen Xiu (1909 - 1953), qui devient concubine impériale en 1922 jusqu'en 1931, date de son divorce ; Tan Yuling (1920 - 1942), morte dans des conditions non élucidées; et Li Yuqin (1928 - 2001) qui n'a que quinze ans à l'époque du mariage en 1943. Elle divorce en 1957.
Puyi meurt sans laisser de descendance.
Il a eu aussi plusieurs sœurs et plusieurs frères, dont deux ont joué un rôle dans l'histoire de la Chine : Pujie (1907 - 1994) et Puren (1918 - 2015) (qui prendra plus tard le nom de Jin Youzhi).

### Cinéma
- La vie de Xuantong est le sujet du film de Bernardo Bertolucci, Le Dernier Empereur.

### Documentaire
- Puyi. The Last Emperor of China, très riche documentaire en deux parties produit par Uaoning TV.